# Jeruzsálem-telep (Budapest)
A Jeruzsálem-telep Budapest XI. kerületének egy, már megszűnt városrésze volt a XX. század első felében, Kelenföld városrészben, annak délkeleti részén.

## Története
A Jeruzsálem-telepet 1922-ben, az első világháború utáni években felmerült nagy budapesti lakásínség enyhítésére hozták létre szükséglakásokból álló, ideiglenes lakótelepként, több hasonló, válságlakásokból kialakult nyomornegyedek létesítésével nagyjából egy időben. A telep a Hengermalom úttól délre, nagyjából a mai Galvani utca és a főváros akkori határát képező Keserű-ér torkolati szakasza között, a Duna töltése melletti szeméttelep közelében helyezkedett el, területén mintegy 35-40 ház állt, amelyben 350-400 ember élt. Egy időben az egész város leghírhedtebb telepeinek egyike volt, a ferencvárosi „Kiserdő” nyomortelepe és néhány más hasonló, rossz hírű telep mellett.
Az itt élő katolikus hívek egyházi ellátására 1935-ben (más forrás szerint 1933-ban) 176 négyzetméteres alapterületű kápolnát is emeltek, Jeruzsálem-kápolna néven, amely a kelenföldi városrész keleti részét lefedő Lágymányosi Szent Adalbert-plébánia alá tartozott.
A Jeruzsálem-telepet 1937-38 körül felszámolták, lakóiknak a környék újabban épült házaiban igyekeztek lakásokat juttatni. A telepi épületek egy részébe raktárak, műhelyek kerültek, más részük pedig az itteni gyárak kolóniaépületeivé lényegült át, amelyekben munkáslakásokat alakítottak ki. A kápolna megmaradt ugyan, de 1950-ben államosították, épülete több évtizedre üzemrészlegek, raktárépületek, műhelyek és az Andor utcai iparvágány (vontatóvágány) közé szorult. A rendszerváltást követően a környék képe fokozatosan átalakult, és 2001-ben az egyházközség is visszakapta a kápolnaépületet, amelyet ezt követően Musits Antal plébános vezetésével újítottak fel.